# Illeana Douglas
 (mars 2017).
Si vous disposez d'ouvrages ou d'articles de référence ou si vous connaissez des sites web de qualité traitant du thème abordé ici, merci de compléter l'article en donnant les références utiles à sa vérifiabilité et en les liant à la section « Notes et références ».
Pour les articles homonymes, voir Douglas.
Illeana Douglas, de son vrai nom Illeana Hesselberg, est une actrice, productrice, réalisatrice et scénariste américaine née le 25 juillet 1965 à Quincy, dans le Massachusetts, aux (États-Unis).

## Biographie

### Enfance & formation
Née le 25 juillet 1965 à Quincy dans le Massachusetts, la fille de Joan (Ioana) Douglas née Georgescu, institutrice, et Gregory Douglas, peintre. Illeana Douglas est la petite-fille de l'acteur Melvyn Douglas (qui fut notamment le partenaire de Greta Garbo dans Ninotchka). Attirée dès l'enfance par la comédie, la jeune fille entame dès l'adolescence sa formation d'actrice à la Neighborhood Playhouse de New York. Elle débute sur scène dans de nombreuses pièces off-Broadway, effectue des prestations en tant qu'humoriste de stand-up et décroche une première apparition au cinéma (une femme dans un parc), en 1987, dans la comédie La joyeuse revenante.

### Carrière

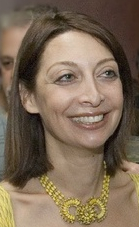
Illeana Douglas le 24 juin 2007.

En 1988, alors qu'elle travaille comme assistante chez un agent artistique, elle décroche une nouvelle figuration dans La Dernière Tentation du Christ de Martin Scorsese où, en dépit de seulement quelques secondes de présence à l'écran, elle est remarquée dans le rôle d'une femme qui hurle dans la foule. Scorsese lui offre par la suite plusieurs petits rôles, notamment celui de l'amie de Rosanna Arquette dans son sketch de New York Stories. Suivent des scènes coupées dans Jungle Fever de Spike Lee et des rôles qui s'enchaînent dans une certaine indifférence malgré des critiques élogieuses pour son rôle dans la comédie indépendante Grief. Elle réalise en 1993 dans le cadre de sa propre société de production un premier court métrage, The Perfect Women, qui apporte un regard caustique sur les rapports entre les hommes et les femmes.
En 1995, après avoir donné la réplique à Robert De Niro et à Nick Nolte dans Les Nerfs à vif de Scorsese, Illeana Douglas décroche un rôle qui la fait remarquer du public : celui de Janice, sœur du personnage incarné par Matt Dillon, une patineuse artistique témoin primordial du crime qui sous-tend l'intrigue de Prête à tout. Elle réapparaît un an plus tard dans le premier rôle de Grace of My Heart d'Allison Anders, qu'elle coproduit avec Martin Scorsese et pour lequel elle retrouve Matt Dillon. Elle y incarne Edna Buxton, devenue Denise Waverly en entamant une carrière de compositeur de tubes soul dans les années 50. Elle tourne en 1999 dans Une bouteille à la mer, dans le rôle de Lina Paul. Entre-temps, elle a réalisé un deuxième court métrage en 1995, Boy Crazy, Girl Crazier, ainsi qu'un documentaire, Everybody Just Stay Calm, toujours dans le cadre de sa société de production. Elle a également été l'héroïne d'une sitcom interrompue au bout de quelques épisodes (Action, une satire de Hollywood), ainsi que du téléfilm Lansky.
En 2000, elle réapparaît deux fois à l'écran : dans le thriller métaphysique Hypnose, pour lequel elle retrouve Kevin Bacon, avec lequel elle avait tourné dans Trait pour trait ; et dans la comédie romantique Un couple presque parfait.

## Filmographie

### Comme actrice
- 1987 : La Joyeuse Revenante (Hello Again) : la mère dans le parc
- 1988 : La Dernière Tentation du Christ (The Last Temptation of Christ) : une voix dans la foule
- 1989 : New York Stories : l’amie de Paulette
- 1990 : Les Affranchis (Goodfellas) : Rosie
- 1991 : La Liste noire (Guilty by Suspicion) : Nan, la secrétaire de Zanuck
- 1991 : Les Nerfs à vif (Cape Fear) : Lori Davis
- 1993 : The Perfect Woman
- 1993 : Les Survivants (Alive) : Lilliana Methol
- 1993 : Household Saints : Evelyn Santangelo
- 1993 : Grief (en) de Richard Glatzer : Leslie
- 1994 : Quiz Show : Elizabeth
- 1995 : Judgement : Laurel
- 1995 : Search and Destroy : En plein cauchemar (Search and Destroy) : Marie Davenport
- 1995 : Prête à tout (To Die For) : Janice Maretto
- 1996 : Boy Crazy, Girl Crazier : Celena
- 1996 : Grace of My Heart : Denise Waverly / Edna Buxton
- 1996 : Wedding Bell Blues : Jasmine
- 1997 : Trait pour trait (Picture Perfect) : Darcy O’Neil
- 1997 : Weapons of Mass Distraction (en) (TV) : Rita Pascoe
- 1997 : Rough Riders (TV) : Edith Roosevelt
- 1997 : Hacks : Georgia Feckler
- 1997 : Les Charmes de la vengeance (Bella Mafia) (TV) : Teresa Luciano
- 1998 : The Thin Pink Line : Julia Bullock
- 1999 : Happy, Texas : Doreen Schaefer
- 1999 : Can't Stop Dancing : Anita Dick
- 1999 : Une bouteille à la mer (Message in a Bottle) : Lina Paul
- 1999 : Le Manipulateur (Lansky) (TV) : Anna Lansky
- 1999 : Flypaper : Laura
- 1999 : Hypnose (Stir of Echoes) : Lisa Weil
- 1999 : Rockin' Roller Coaster : manager de l’orchestre
- 2000 : Un couple presque parfait (The Next Best Thing) : Elizabeth Ryder
- 2001 : Six Feet Under : Angela (saison 1 épisodes 10-11 et saison 5 épisode 3)
- 2001 : Ghost World : Roberta Allsworth
- 2002 : Dummy : Heidi
- 2002 : Le Nouveau (The New Guy) : Kiki Pierce
- 2002 : Point d'origine (Point of Origin) (TV) : Kate
- 2002 : Pluto Nash (The Adventures of Pluto Nash) : Dr Mona Zimmer
- 2002-2003 : New York, unité spéciale : avocate de la défense Gina Bernardo (saison 4, épisodes 9, 10 et 16)
- 2003 : The Kiss (vidéo) : Joyce Rothman
- 2003 : Missing Brendan : Julie Conroy
- 2004 : The Coven (TV)
- 2004 : Surviving Eden : Cameo
- 2005 : Alchemy : KJ
- 2005 : The Californians : Olive Ransom
- 2006 : The List : Donna
- 2006 : Bondage : Elaine Edwards
- 2006 : Walk the Talk : Jill
- 2006 : Le Prix de la différence (Not Like Everyone Else) (TV) : Toni Blackbear
- 2006 : Factory Girl : Diana Vreeland
- 2007 : Expired
- 2007 : Shark (TV) : Gloria Dent
- 2007 : The List : Donna
- 2007 : Order Up : serveuse
- 2007 : Ugly Betty (TV) : Sheila
- 2008 : L'Année de notre vie (The Year of Getting to Know Us) : Christine Jacobson
- 2008 : Otis : Kate Lawson
- 2008 : New York, section criminelle (TV) : Beverly Tyson
- 2008 : Life Is Hot in Cracktown
- 2009 : April Showers : Sally
- 2013: Drop Dead Diva : docteur Reza (Thérapie Sexuelle, saison 5 épisode 10)
- 2013 : Mission Père Noël (A Country Christmas) de Dustin Rikert : Susan Satcher
- 2013 : Grey's Anatomy (TV) : Dr Alma (saison 10 épisode 11)
- 2015 : Broadway Therapy : Judy, la journaliste
- 2016 : Max Rose : Jenny Flowers

### Comme réalisatrice
- 1993 : The Perfect Woman
- 1994 : Everybody Just Stay Calm
- 1996 : Boy Crazy, Girl Crazier
- 2003 : Devil Talk
- 2004 : Supermarket

### Comme productrice
- 2002 : Life Without Dick
- 2003 : Devil Talk
- 2004 : Supermarket

### Comme scénariste
- 1996 : Boy Crazy, Girl Crazier
- 2004 : Supermarket

## Voix françaises
En France, Déborah Perret est la voix française régulière d'Illeana Douglas. Josiane Pinson l'a également doublée à cinq reprises. 
Au Québec, Hélène Mondoux  est la voix québécoise fréquente de l'actrice. 